# Poutní areál Hora Kalvárie v Jaroměřicích u Jevíčka
Poutní areál na Hoře Kalvárii v Jaroměřicích u Jevíčka se nachází v Jaroměřicích v okrese Svitavy v Pardubickém kraji. Je to cenný soubor barokních památek z počátku 18. století, chráněný jako kulturní památka ČR. V roce 2018 byl celý areál prohlášen národní kulturní památkou. V současnosti je poutní areál spadající pod farnost Jaroměřice spravován diecézními kněžími a od roku 2017 je duchovním sídlem Řádu Božího hrobu v České republice.

## Historie vzniku
U počátku poutního místa Kalvárie nad obcí Jaroměřice jsou postavy majitele panství Františka Michala Šubíře z Chobyně (14. prosince 1682, Jaroměřice – 3. ledna 1738, Jaroměřice) a františkána Jeronýma Veita, který byl původně misionářem ve Svaté zemi. Poutní areál byl budován od roku 1712, prvotním podnětem bylo přežití donátorovy manželky Johany Konstancie rozené Sakové z Bohuňovic. Jako první byl postaven kostel, vysvěcený roku 1713, další prvky poutního areálu byly budovány následně. Stavba fary byla zahájena roku 1730, roku 1742 k ní byla přistavěna loretánská kaple. Se vznikem poutního komplexu je spojen i vznik arcibratrstva Nejsvětějšího Vykupitele v roce 1715, které zahrnovalo i skupinu dvanácti kalvárských choralistů.

## Kostel Povýšení svatého kříže
Centrem poutního areálu je Kostel Povýšení sv. Kříže (dnes farní), posvěcený 14. září 1713 olomouckým kapitulním děkanem Kolovratem. Podobně jako celý areál byl dříve připisován architektu Santinimu, ale Mojmír Horyna přesvědčivě prokázal, že „průčelí jaroměřického kostela je zřejmě dílem epigona dobře poučeného Santiniho architekturou, jehož vlastní projev však byl nesrovnatelně jednodušší...“  Horyna uvažuje spíše o autorském podílu Santiniho následovníka brněnského architekta Františka Benedikta Klíčníka, který byl realizátorem některých Santiniho moravských staveb a jehož činnost je prokázána pro objekt kněžské rezidence.

## Ambit s dalšími stavbami

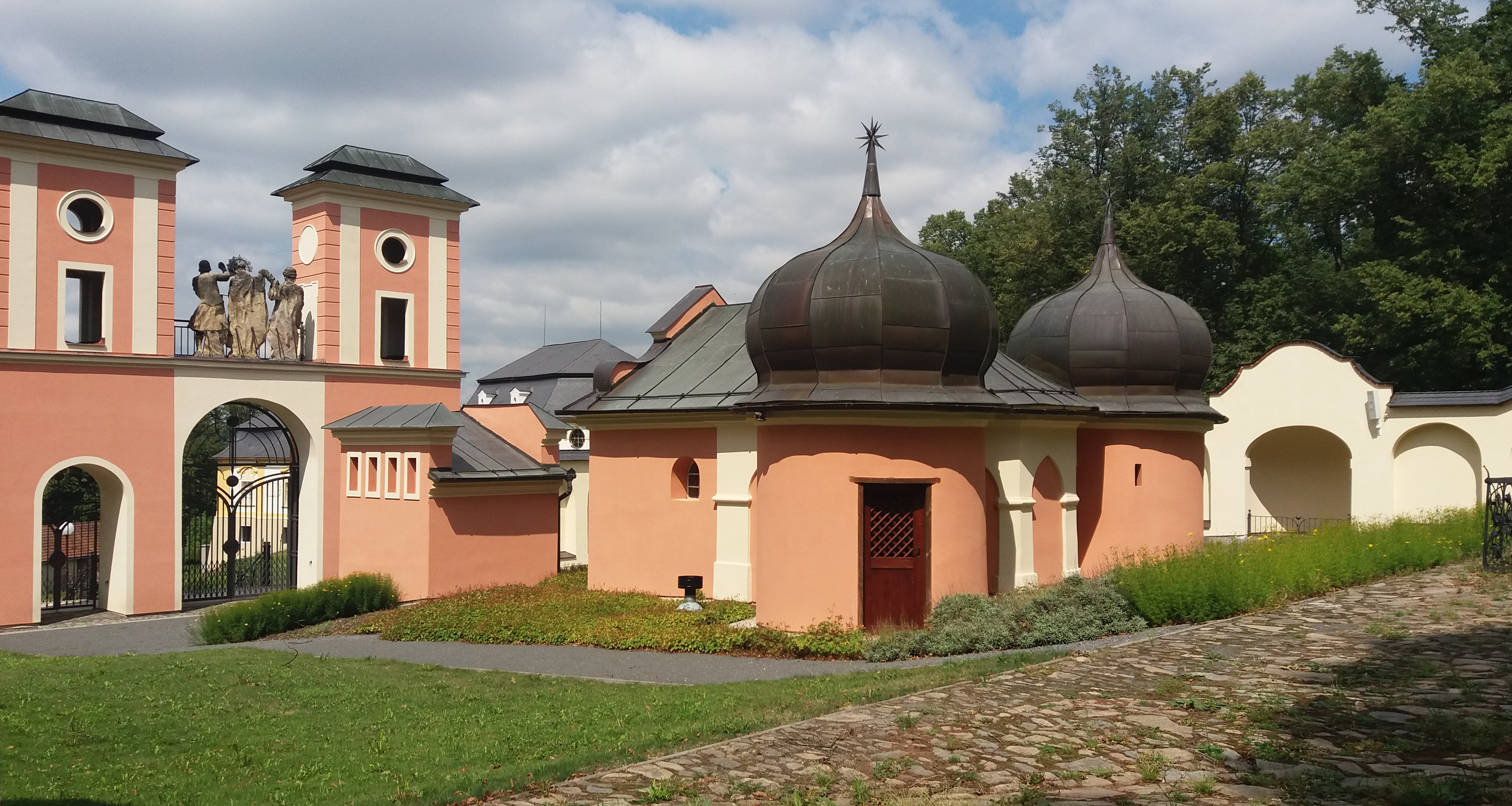
Stavby uvnitř ambitu poutního areálu na kalváriii v Jaroměřicích (zleva: vstupní brána - zezadu, Hrob Panny Marie, Betlémská kaple a Boží hrob)

Před kostelem se nachází mírně svažitý areál obestavěný přízemním ambitem, v ose areálu se nachází vstupní brána se dvěma hranolovými věžemi, uprostřed je sousoší Ecce homo. V areálu nalezneme tři hlavní stavby, které jsou spojeny s Kristovým životem ve Svaté zemi:
- Kaple Hrobu Panny Marie
- Kaple Betlémská a Božího hrobu: v přízemní části se nachází kopie Betlémské jeskyně, v patře kaple Božího hrobu
- Kámen pomazání

## Budova kněžské rezidence (fary) s Loretánskou kaplí

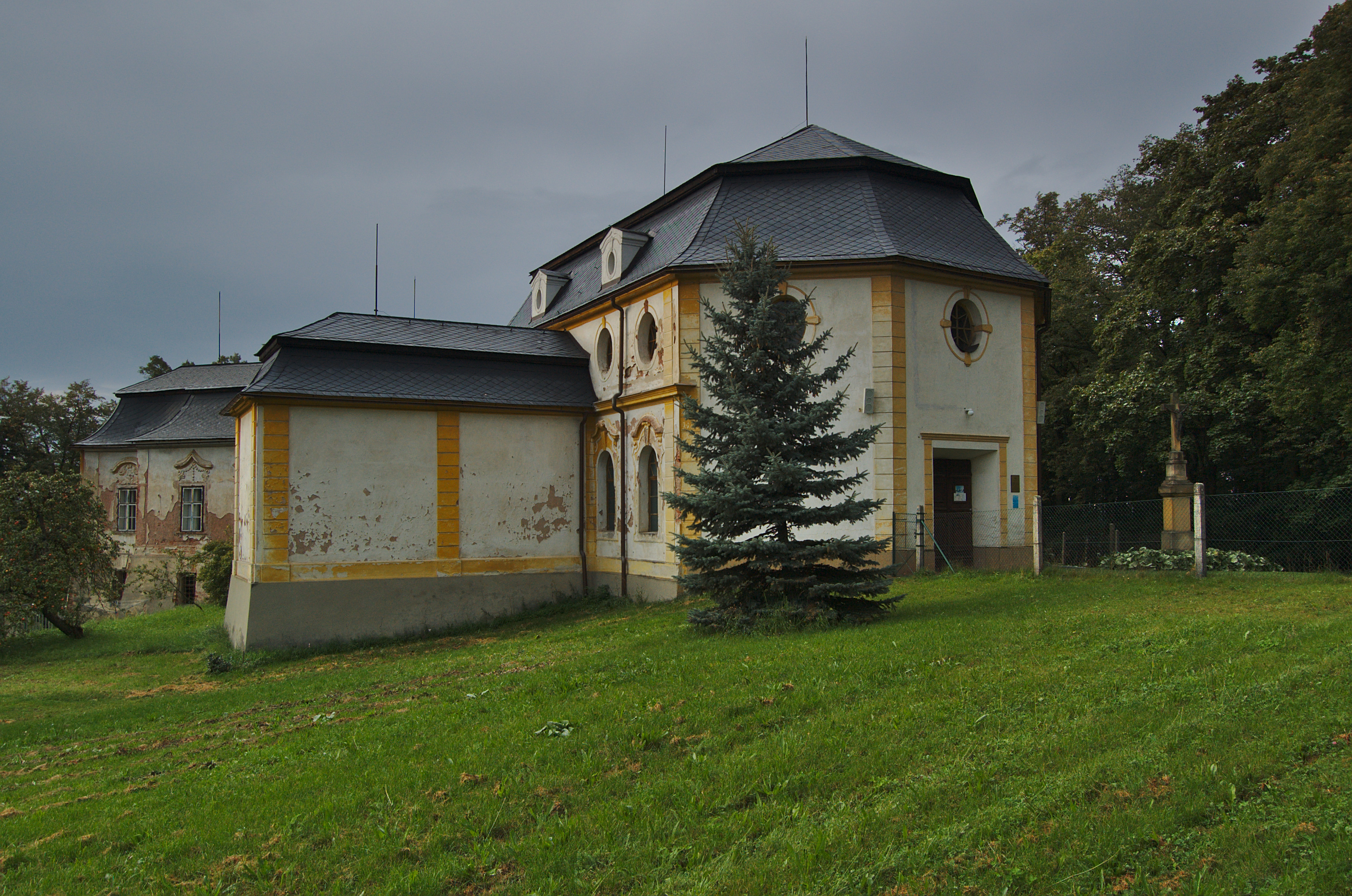
Loretánská kaple přistavěná k budově rezidence

Nedaleko poutního areálu se nachází budova kněžské rezidence. Základní kámen k ní byl položen 24. května 1730, v roce 1742 k ní dal František Xaver Antonín Šubíř (syn zakladatele, 1713–1753) přistavět Loretánskou kapli.

## Křížová cesta z města k poutnímu areálu

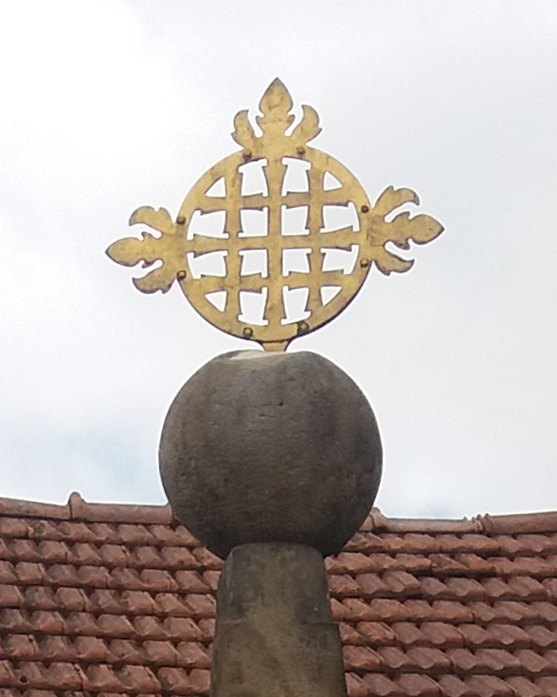
Jaromeřice, detail obelisku křížové cesty s Jeruzalémským křížem

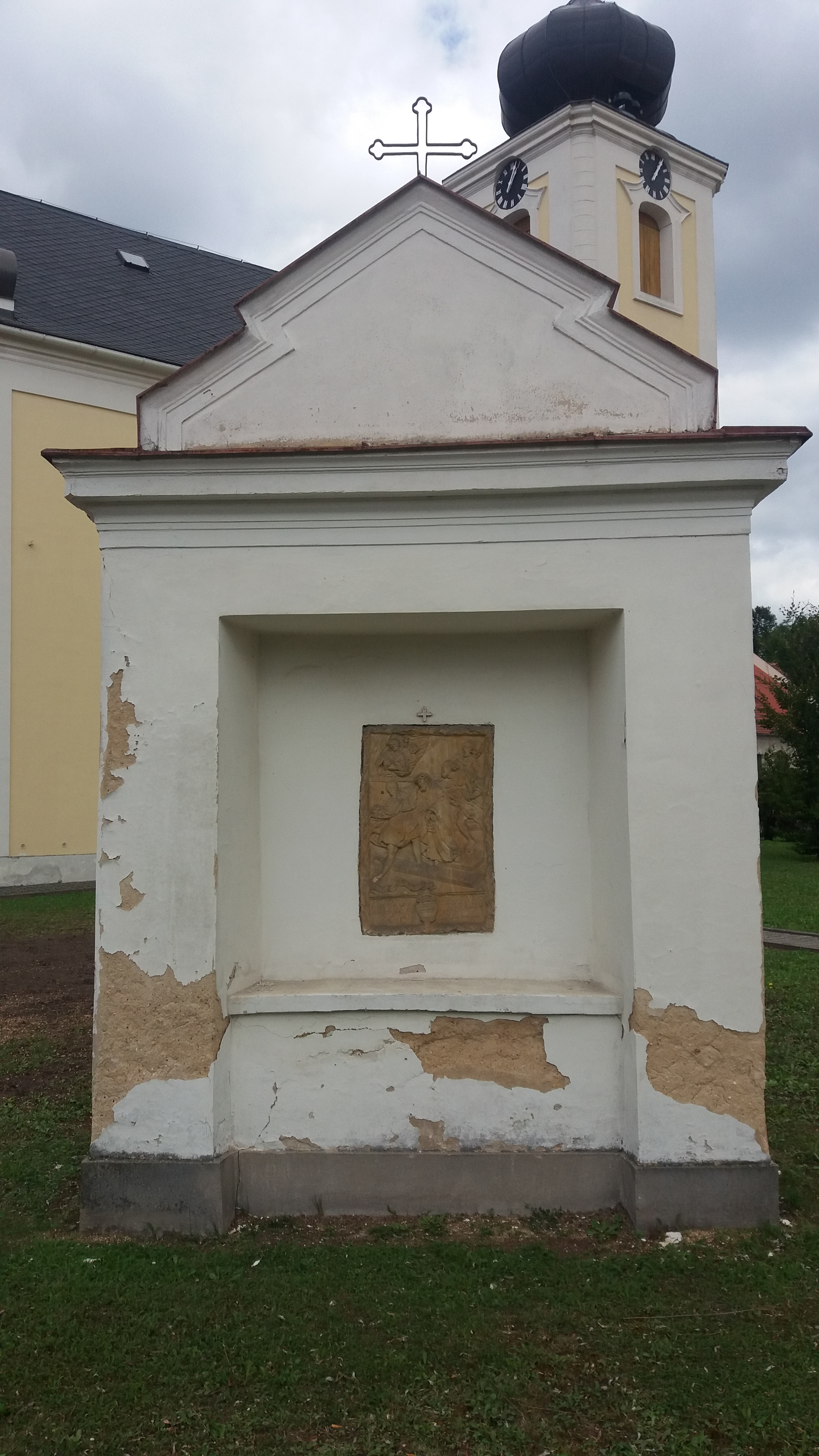
První zastavení křížové cesty u kostela, tzv. Pilátův dům

Křížová cesta je netypická svým provedením i skladbou: kvůli svému propojení s poutním areálem má pouze 11 zastavení (byla upravena i příslušná pobožnost) a jednotlivá zastavení nemají jednotnou podobu.
- I. zastavení, tzv. „Pilátův dům“ (zděná kaple, prostranství kolem kostela Všech sv. na návsi): Pilát odsuzuje Krista
- II. zastavení, (obelisk s reliéfem, před čp. 280): Ježíš přijímá kříž
- III. zastavení (obelisk s reliéfem, cesta svahem na Kalvárii): Ježíš potkává svou Matku
- IV. zastavení (obelisk s reliéfem, cesta svahem na Kalvárii): Ježíš poprvé klesá pod křížem, Šimon z Kyrény pomáhá nést kříž
- V. zastavení (obelisk s reliéfem, cesta svahem na Kalvárii): ženy Jeruzalémské pláčou nad Ježíšem
- VI. zastavení (obelisk s reliéfem, cesta svahem na Kalvárii): Veronika utírá Kristovu tvář
- VII. zastavení (obelisk s reliéfem, Kalvárie, západně od fary): Ježíš padá podruhé pod křížem
- VIII. zastavení (obelisk s reliéfem, u kostela na Kalvárii): Ježíš padá potřetí pod křížem
- IX. zastavení (obraz v ambitech poutního areálu): Kristus vysvlečen a napojen žlučí
- X. zastavení (obraz v kostele): Ježíše přibíjejí na kříž
- XI. zastavení (obraz v kostele): Ježíš na kříži umírá.